# Крепость Модон
Крепость Модон (итал. La fortezza di Modone, греч. Κάστρο της Μεθώνης) — средневековый венецианский форт, расположенный на узкой длинной косе в гавани греческого курортного городка Метони в номе Месиния в самой южной точке западного побережья полуострова Пелопоннес.

## История
Первоначальная крепость была построена византийцами на развалинах античного акрополя города Метони, возведённого в VII веке до н. э.

### XIII — XIV века

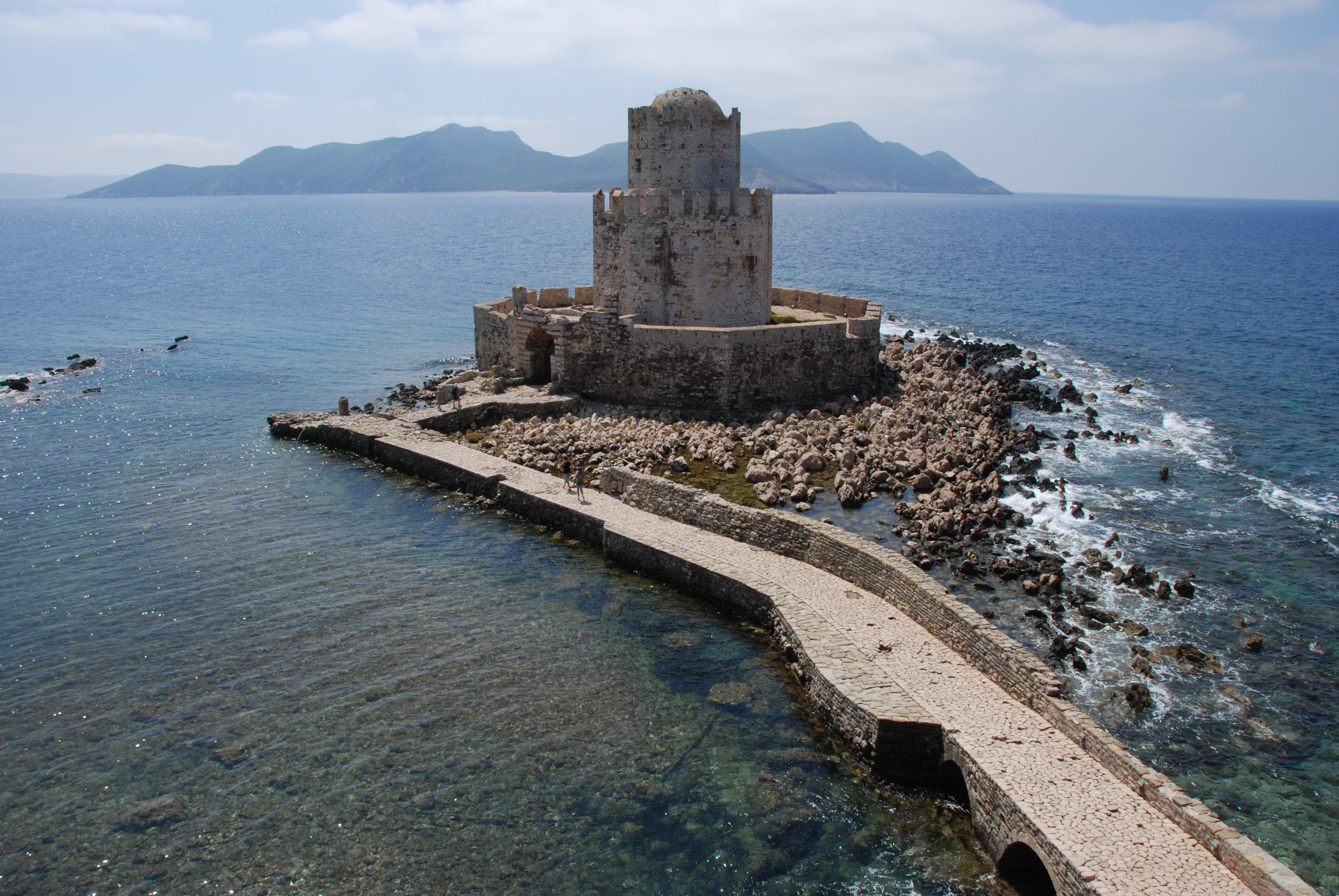
Островная башня-маяк Бурдзи, построенная турками-османами к югу от замка между 1500 и 1573 годами

В 1205 году город Метони и крепость перешли под власть французских крестоносцев, основавших на территории полуострова Пелопоннес Ахейское княжество. Франки восстановили крепость, которая к тому моменту, по утверждению Жоффруа де Виллардуэна, находилась в руинах, однако уже в 1206 году венецианский флот, возглавляемый Премарини и Реньере Дандоло, захватил Метони и близлежащий порт Корон. По решению венецианцев городская крепость была разрушена. В 1209 году ахейский князь Жоффруа I де Виллардуэн по договору с Венецианской республикой признал её права на Метони (называемый венецианцами Модон) и Корон.
Венецианцы заново отстроили приморскую крепость Модон, которая отныне, совместно с крепостью порта Корон, позволяла Венецианской республике контролировать морскую торговлю между Западом и Востоком в этой части Средиземноморья и регулировать её в своих интересах. По этой причине Сенат республики назвал эти крепости «главными очами коммуны Венеции» (oculi capitales). Модон был превращён в хорошо укреплённый с суши и с моря порт с фортом на молу, ставший центром венецианских владений в Греции, опорным пунктом борьбы с пиратством и ремонтной базой для венецианского военно-торгового флота. Одним из самых известных кастелянов крепости Модон был знаменитый венецианский патриций, купец и трубадур Бартоломео Дзордзи (конец XIII века).
В начале XIV века в восточном Средиземноморье существенно возрастает военная угроза со стороны турецких бейликов Анатолии. В 1337 году бей Ментеше совершил несколько нападений на Модон, Корон и острова Архипелага, после чего Венецианская республика согласилась платить ему дань. Враждебность к венецианским торговым караванам из западного Средиземноморья в Чёрное море в 40-е годы XIV века проявляла и византийская Монемвасия, в регионе свирепствовали пираты, а в 1350 году началась Третья венециано-генуэзская война. 
Всё это привело к тому, что Сенат республики предписал венецианским торговым судам в целях безопасности следовать по маршруту Венеция — Константинополь только единой эскадрой в сопровождении военного конвоя. Пунктами формирования таких конвоев и эскадр под единым командованием были гавани Модона и Корона. Кастеляны их крепостей, одновременно возглавлявшие и управление самими городами, совместно с Советом Двенадцати (итал. Consiglio dei XII, городской совет Модона) принимали решение, какие суда по маршрутам Модон — Константинополь и Модон — Венеция должны идти под конвоем и до какого пункта, формировали конвой и обеспечивали его снабжение. 
В годы венециано-генуэзской войны (1350—1355) торговым судам вообще было запрещено идти далее Модона до прибытия туда военного флота Венеции во главе с Генеральным капитаном Моря. Только он имел право составлять торговый караван и конвоировать его до Константинополя. Во время войны крепость Модона стала военно-морской и разведывательной базой Венеции в восточном Средиземноморье. В обязанности кастеляна крепости Модон (как и крепости Корон), помимо прочего, входила борьба с пиратами, прежде всего турецкими, а также таможенный, полицейский и санитарный надзор за торговыми судами, проходившими через порт Модона.

### XV — XVI века
В XV веке Модонская крепость, очевидно, была существенно перестроена. Появление артиллерии привело к принципиальному изменению архитектуры венецианских фортификационных сооружений. Вместо высоких башен в крепости были возведены приземистые бастионы с мощными стенами, широкими амбразурами и открытыми площадками с парапетами для орудийной стрельбы. Крепость приняла форму многоугольника для удобства обстрела врага, её оборона была усилена рвами, эскарпами и контрэскарпами. Стены были украшены рельефными изображениями льва святого Марка. Сооружение широкого рва со стороны города было начато в конце XV века. Через него был построен деревянный мост.
В конце XV века для венецианских владений в Греции возникла новая угроза, на этот раз со стороны государства турок-османов. Во время очередной турецко-венецианской войны, в августе 1500 года флот султана Баязида II разбил венецианцев в битве при Модоне, крепость пала и была подвергнута разорению, после чего Модон надолго вошёл в состав Османской империи. Между 1500 и 1573 годами турки-османы возвели на скалистом островке к югу от замка восьмиугольную башню Бурдзи. Башня использовалась турками не только для обороны гавани, но и в качестве тюрьмы.
|                                                                                                 |  |                                                   |  |                                                                                |
| Крепость Модон в 1486 году. Иллюстрация из описания путешествия в Иерусалим Конрада Грюненберга |  | Венецианский лев святого Марка на стенах крепости |  | Крепость и гавань города Модон. 1688 год. Иллюстрация из книги Олферта Даппера |

### XVII—XIX века
Во время Морейской войны венецианский флот под командованием будущего дожа Франческо Морозини в 1685 году (по другим данным, в 1686 году) взял крепость Модон, и город вернулся под власть Венеции. Однако уже в 1715 году, в период Второй Морейской войны, турки вернули Модон под свой контроль. В годы русско-турецкой войны 1768—1774 годов эскадра русского флота во главе с графом Алексеем Орловым во время Первой Архипелагской экспедиции прибыла на Пелопоннес для поддержки греческого восстания. По приказу Орлова, соединённые русско-греческие войска в апреле 1770 года осадили Модон и пытались взять его крепость, однако в мае потерпели поражение, и вскоре эскадра оставила Пелопоннес. В результате бомбардировки во время осады стены крепости получили существенные повреждения.
В самом начале Греческой революции епископ Метонский Григорий в марте 1821 года возглавил греческое восстание в Метони и осадил турецкий гарнизон в крепости Модон. 7 августа 1821 года командующий турецким гарнизоном Мустафа Али Басоглу сдал крепость, вручив ключи от неё епископу Григорию и заключив соответствующий договор о капитуляции. В 1825 году турецко-египетский адмирал Ибрагим-паша во главе египетского флота осадил крепость Модон с моря и с суши. 29 апреля крепость пала, многие её защитники были перебиты, епископ Григорий брошен в крепостную темницу. Ибрагим-паша сделал крепость Модон своей резиденцией. После поражения турецкого флота в Наваринском сражении осенью 1827 года, Модон в 1828 году занял французский экспедиционный корпус генерала Мезона. Французы заново отстроили город Метони в стороне от отремонтированной ими крепости Модон, которая раньше была центром политической и экономической жизни города, большей частью находившегося в её пределах. В 1833 году город Метони вместе с крепостью вошёл в состав Королевства Греция.

## Описание
Модонская крепость занимает площадь размером 93 стреммы (93 000 м²) и состоит из двух частей. В южной части крепости находились главные городские здания, обнесённые стеной, укреплённой через равные промежутки башнями. Северная часть крепости представляла из себя собственно цитадель, которая защищала крепость с суши и часто служила резиденцией кастеляна или военного коменданта города. Северная и южная части крепости были разделены промежуточной невысокой стеной, усиленной пятью башнями.
С севера замок был защищён широким рвом и мощной крепостной стеной с двумя бастионами. В центре северной стены находятся главные крепостные ворота, сооружённые из прямоугольного тёсаного известняка и отделанные пилястрами. Всего у крепости было шесть входов, три из которых располагались со стороны гавани. Большинство из них находились в первых этажах крепостных башен.
Зубчатые крепостные стены сложены из грубо обработанного камня, прочно скреплённого раствором.
| |  | |  |                                                |
| Вид с северной стороны: крепостная стена, один из двух северных бастионов цитадели, главные крепостные ворота, ров и мост через него |  | Вид на развалины крепости: в центре — стена, разделявшая крепость на две части, вдали — руины южной части крепости и башня Бурдзи |  | Главные ворота крепости, ров и мост через него |